# Bombay Natural History Society
La Bombay Natural History Society (BNHS) est la plus grande organisation de recherche environnementale du sous-continent indien.
Le 15 septembre 1883, huit habitants (six Anglais et deux Indiens) de Bombay se retrouvent dans le Victoria and Albert Museum et se baptisent eux-mêmes la Bombay Natural History Society. Ils se proposent de se rencontrer tous les mois et d’échanger des observations, de montrer des spécimens intéressants et, par ailleurs, de s’encourager mutuellement.
L’écrivain Edward Hamilton Aitken (1851-1909) (le premier secrétaire honoraire, de septembre 1883 à mars 1886) et le Dr G.A. Maconochie sont le fons et origo (la source et l’origine) de la Société. Les autres fondateurs sont J.C. Anderson, Dr Sakaram Arjun, J. Johnston, D. MacDonald, Atmaram Pandurang et Charles Swinhoe (1836-1923). H.M. Phipson (le deuxième secrétaire honoraire, de 1886 à 1906) se joint à eux et offre une pièce dans son commerce de vin au 18 Forbes Street.
En 1911, Robert Charles Wroughton (1849-1921), un membre de la Société et agent forestier, organise une recherche sur les mammifères en demandant aux autres membres, largement répartis sur le sous-continent de lui faire parvenir des spécimens. Cet appel, peut-être l’un des premiers exemples de recherches collectives en histoire naturelle, permettra de rassembler 50 000 spécimens en douze ans, la description de plusieurs nouvelles espèces, 47 publications scientifiques et d’améliorer la connaissance de la biographie.
Aujourd’hui la BNHS possède son propre immeuble, le Hornbill House dans le sud de Bombay. Les activités actuelles sont consacrées à l’étude de monde naturelle et à sa conservation. Un quadrimestriel, The Journal of the Bombay Natural History Society et un trimestriel, Hornbill. Le logo de la BNHS est un hommage à un bucorve (un oiseau de la famille des Bucerotidae) qui vivait dans la Société au début de son existence et prénommé William.